# Stazione di Ciampino
La stazione di Ciampino, situata sulla linea ferroviaria Roma-Napoli via Cassino e sulle linee ferroviarie per i Castelli Romani, fu costruita per servire la cittadina di Ciampino. È una delle stazioni ferroviarie più importanti riguardante il nodo ferroviario di Roma e la più importante del quadrante sud-est del Lazio, in quanto oltre a fungere da fermata di servizio per la città dell'hinterland romano, permette l'interscambio tra le ferrovie dei Castelli Romani e la ferrovia Roma-Cassino-Napoli con l'aeroporto di Roma-Ciampino.

## Storia

Mappa del nodo ferroviario dopo l'attivazione della nuova stazione, nel 1892

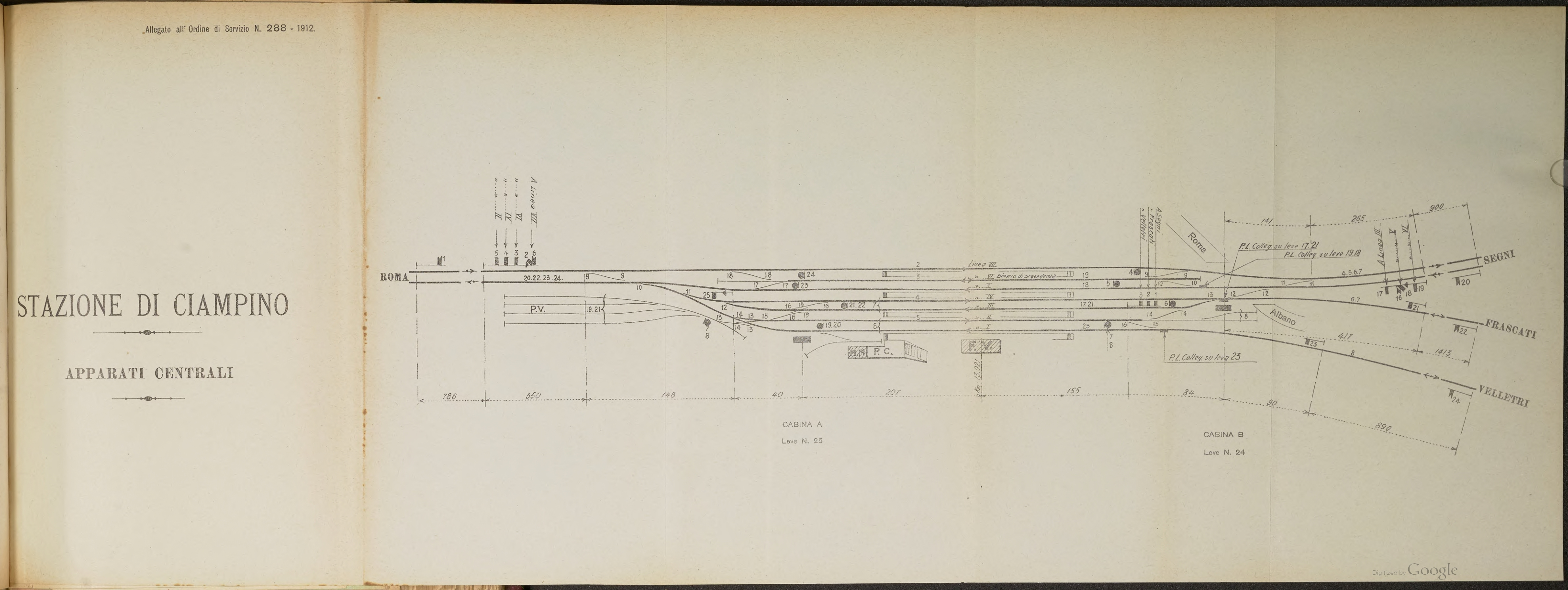
Planimetria della stazione allegata all'Ordine di Servizio n. 288 – "Sistemazione del segnalamento della stazione di Ciampino"

La prima stazione ferroviaria di Ciampino fu attivata prima del 1859, come punto di diramazione della linea per Velletri ("Pio-Latina") dall'esistente linea per Frascati. L'impianto era situato sul tracciato originario della linea, corrente più ad est dell'attuale e corrispondente all'odierna via Lucrezia Romana.
La nuova stazione entrò in servizio nel 1892, quando venne abbandonato il tracciato originario della linea da Roma, e contemporaneamente aperta la nuova tratta da Ciampino a Segni, che sostituì il vecchio tracciato della "Pio-Latina" passante per Velletri, rimasto in esercizio come linea d'interesse locale.
Nel 1912 nella stazione vennero attivate due cabine aventi all'interno due apparati centrali idrodinamici ciascuno. La cabina A, con all'interno un apparato da 25 leve, si trovava nelle immediate vicinanze del magazzino merci e dava sul primo binario; la cabina B, con un ACI di 24 leve, si trovava lato Segni nei pressi dello scavalco della Roma-Albano, ancora non collegata ai binari dell'impianto e che ancora correva sul suo tracciato originario indipendente.
Il 18 dicembre 1939 la stazione di Ciampino divenne origine della linea per Albano, che prima di allora giungeva a Roma lungo un diverso tracciato indipendente dalla rete FS.
Negli anni della seconda guerra mondiale venne attivato l'esercizio a trazione elettrica sulle linee dei Castelli, con linea aerea alla tensione di 3000 V: la linea di Frascati il 23 giugno 1941, quella di Albano il 22 dicembre 1947 e quella di Velletri il 15 dicembre 1948.
Tra il 1957 e il 1958 l'ACI venne sostituito con un più moderno apparato centrale elettrico a leve individuali di tipo FS avente 60 leve di costruzione ICES del 1955. Nel 1977 nei pressi della stazione, più precisamente all'inizio della diramazione per il tracciato per Frascati, venne attivata la sottostazione elettrica che alimenta la linea.
Tra il 2015 e il 2017 sono stati effettuati lavori per l'abbattimento delle barriere architettoniche mediante la realizzazione di apposite rampe, nonché la riqualifica dei marciapiedi dei binari, innalzandoli agli standard metropolitani e la realizzazione di nuove pensiline.
Il 28 novembre 2020 venne attivato il nuovo ACC, predisposto per il successivo inserimento dell'ACC-M, per la gestione delle linee dei Castelli Romani e la tratta tra Roma Casilina e Colleferro. Di conseguenza, l'originario apparato ACE venne definitivamente dismesso dopo più di 60 anni dalla sua attivazione.

## Strutture e impianti

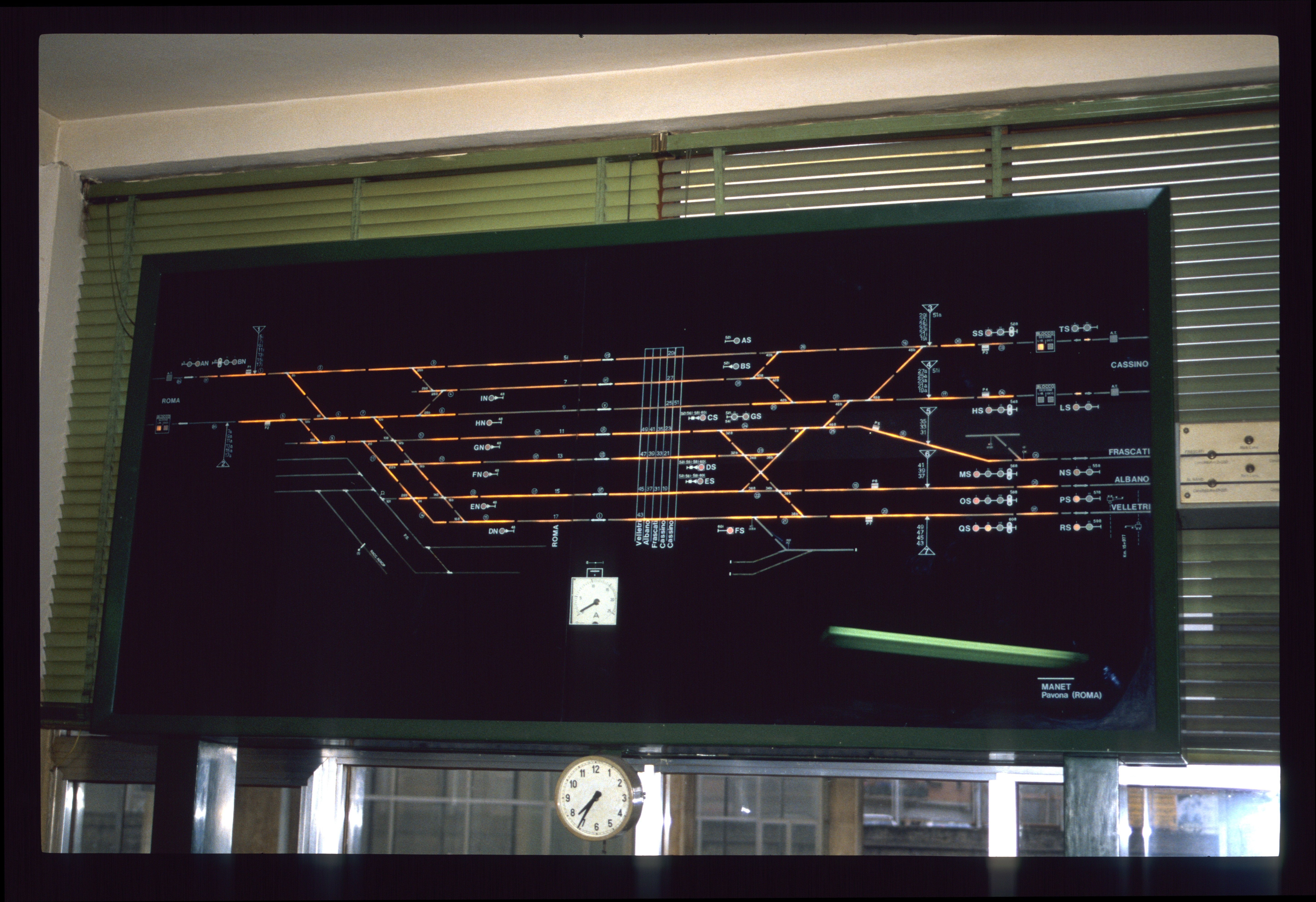
Il quadro luminoso dell'apparato centrale elettrico di stazione nel 1993, poi modificato, dismesso dal 2020

La stazione possiede un fabbricato viaggiatori con quattro banchine passeggeri, uno scalo merci ad ovest con un apposito magazzino ed una banchina per carico e scarico ed un'area di ricovero per i mezzi di servizio ad est con una rimessa locomotive. Vi è un edificio di servizio ad est del fabbricato viaggiatori con una storica torre dell'acqua, collegata a una colonna idraulica collocato tra i binari 2 e 3. Questi ultimi due elementi servivano ad effettuare il rifornimento di acqua per i treni a vapore, ma ora sono solo utilizzati in occasione di servizi storici speciali. Subito dopo l'edificio di servizio e la cisterna ve ne sono altri con un'area inutilizzata collegata in origine con due raccordi che si diramavano dal binario 1 e, poi, uno terminava all'interno di un cortiletto interno ed un altro terminava all'interno delle ex rimesse dei mezzi a trazione elettrica (TE), chiuse al servizio. Nella zona di ricovero ad ovest del fabbricato viaggiatori è presente una piccola struttura usata ai tempi del vapore come magazzino per il carbone, appunto chiamata per questo "carboniera", in disuso ed abbandonato.

### Piazzale binari
I binari sono nel complesso 14 e sono così specializzati:
- I binari di circolazione sono 7, i primi 4 servono le rispettive 3 linee di diramazione, il binario 6 è usato principalmente come binario per le precedenze o per lo stazionamento provvisorio del materiale rotabile, è raccordato in entrambi i sensi di marcia con i binari 5 e 7; questi sono utilizzati per la linea Roma-Cassino-Napoli;
- Vi sono in aggiunta altri sette binari, 2 al servizio del piccolo deposito per i mezzi d'opera in direzione Velletri/Albano e 5 al servizio dello scalo merci.

In aggiunta in passato vi erano anche altri due binari che collegavano le ex rimesse TE al binario 1, ancora presenti ma parzialmente ricoperti dall'asfalto.

## Movimento
La stazione di Ciampino è punto di fermata dei treni delle linee regionali FL 4, che collega la Capitale con i Castelli Romani, e FL 6, che collega Roma con Frosinone e Cassino. Vi ferma anche l'InterCity Notte Roma-Lecce, unico treno della suddetta categoria di servizio commerciale ed effettuato solo il venerdì.

## Servizi
La stazione, gestita da RFI che le assegna la categoria gold, dispone di:
- Biglietteria a sportello
- Biglietteria automatica
- Servizi igienici
- Posto di Polizia ferroviaria
- Bar

## Interscambi
La stazione permette i seguenti interscambi:
- Stazione taxi
- Fermata autobus